# 县前粮仓群
县前粮仓群位于浙江省衢州市江山市双塔街道县前社区，已列为浙江省文物保护单位。

## 历史
县前粮仓群建于1950年代，原为县前粮站的仓库。1990年代中叶停用。

## 建筑
县前粮仓群共有8个圆柱形粮仓，内径8米，内高7.3米，采用中国古典建筑的攒尖顶。

## 保护
2011年1月7日，县前粮仓群公布为第六批浙江省文物保护单位，编号6-355。2020年，县前三分仓粮仓群进行修缮。